# Xenobiston cinnamomearia
Xenobiston cinnamomearia är en fjärilsart som beskrevs av Turati 1919. Xenobiston cinnamomearia ingår i släktet Xenobiston och familjen mätare. Inga underarter finns listade i Catalogue of Life.